# 日本製鉄釜石シーウェイブス

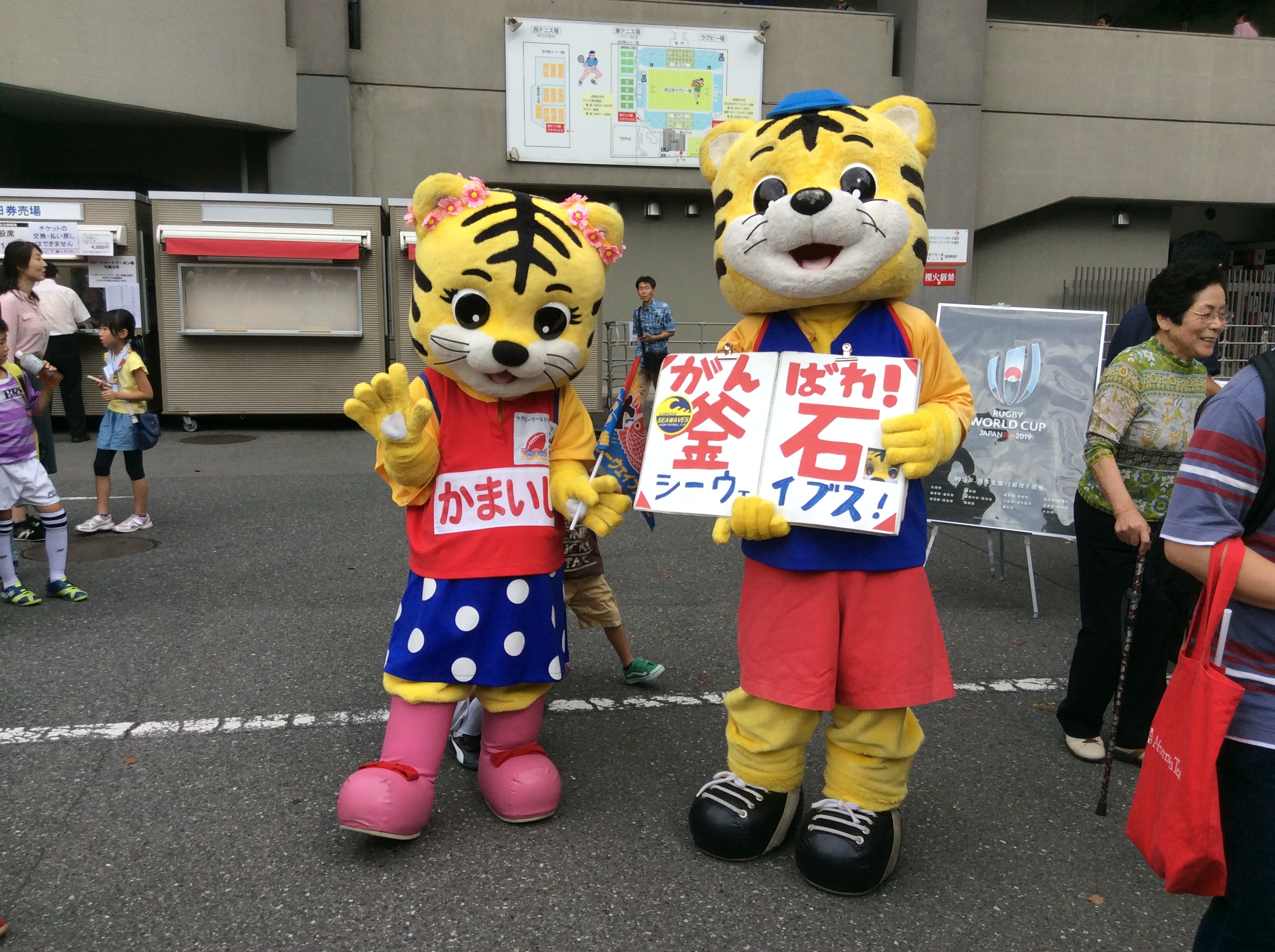
非公式黙認マスコット『なかぴー』『なかりん』（2016年9月25日、秩父宮ラグビー場にて撮影）

日本製鉄釜石シーウェイブス（にっぽんせいてつかまいしシーウェイブス、英: NIPPON STEEL Kamaishi Seawaves）は、岩手県釜石市に拠点を置くラグビーユニオンクラブ。ジャパンラグビーリーグワンに所属する。略称は「釜石SW」。練習場は、釜石市球技場（松倉グラウンド）。

## 概要
1959年に設立された富士製鐵（現・日本製鉄）釜石製鐵所（現・北日本製鉄所釜石地区）の実業団チーム（呼称は富士製鉄釜石または富士鉄釜石）を起源とする。1970年、富士製鐵が八幡製鐵と合併して新日本製鐵となったことにより、新日本製鐵釜石ラグビー部（呼称は新日鉄釜石）となった。
実業団時代の1978年度から1984年度にかけて全国社会人大会および日本選手権を7連覇という偉業を達成し、その強さから「北の鉄人」と呼ばれ、日本ラグビー史に一時代を築いたチームでもある。獲得した全国タイトルは26個（日本選手権：8回、全国社会人大会：9回、国体：9回）を数える。また、7人制でもYC&AC JAPAN SEVENSで優勝を記録するなど、釜石を「ラグビーの町」と広く認識させるに至った。
1985年1月15日に行われた第22回日本ラグビーフットボール選手権大会で大学3連覇の同志社大学を破り、7連覇を達成した試合では、会場の国立競技場有料入場券発売が64,636枚で、ラグビー日本選手権で史上最高となった。国立競技場としては歴代5位の有料入場券発売枚数だった。当時は正確な入場者数が把握できず、国立競技場は「有料入場券発売枚数」を公式な人数として発表していた。
2001年の関東社会人リーグ1部への降格に前後してクラブチーム化したことで釜石シーウェイブスとなった。以後はトップイーストリーグ、トップチャレンジリーグを主戦場としながらトップリーグ参入を目指している。愛称である「シーウェイブス」は『力強く押し寄せる海の波』を意味する。
本拠地スタジアムは釜石市球技場（松倉グラウンド）と釜石鵜住居復興スタジアム 。定期的に北上総合運動公園陸上競技場や盛岡南公園球技場でトップイーストの公式戦を開催している。
2021年、チーム公式マスコットキャラクターが誕生した。名前は、『フライキー』。下記の「なかぴー」「なかりん」に憧れて、虎になりたいと思っている三毛猫。チームを応援するために、いつも大漁旗を持ち歩いている。猫ゆえに釜石の魚（特にサンマ）が大好きで、魚を獲ってきてくれる漁師さんも大好き。将来、選手としてシーウェイブス入りを目指し、兄弟とともに五葉山を毎日走り回っている。
「非公式黙認マスコットキャラクター」は「なかぴー」と「なかりん」。「なかぴー」と「なかりん」は、シーウェイブス公式サイトにおいて、釜石シーウェイブスRFCの「非公式黙認」マスコットキャラクターとして記されており、いわば「公式に認められている非公式黙認マスコットキャラクター」となる。

## チームスローガン
- 2014年度：原点回帰
- 2015・2016年度：チェンジ・ザ・ヒストリー
- 2017年度：JUST DO IT
- 2020年度：釜石の誇りに 東北の夢に 日本の希望に KAMAISHIを世界の共通語に
- 2021-22シーズン：REVIVE  - 「生き返る・よみがえる・復活する」などの意味[9]。
- 2023-24シーズン：CHAIN  - 「様々な“繋がり”を感じ、鉄の鎖のように強固に闘う」という意味[10][11]。
- 2024-25シーズン：STEEL WAVE  - クラブの象徴的なワード「鉄」「波」を組み合わせた造語[10]。

## 歴史

### 富士鉄釜石／新日鉄釜石時代
1959年、富士製鐵釜石製鐵所の実業団チームである「富士鉄釜石ラグビー部」として結成。1962年、全国社会人大会に初めて出場したが、1回戦で大阪府警察に敗れた。1969年、全国社会人大会準決勝でトヨタ自工に3年連続で敗れたものの日本選手権初出場を果たした。日本選手権では綿井永寿が率いた日本体育大学に敗れた。
1970年、新日本製鐵への社名変更に伴い、チーム名も「新日鉄釜石ラグビー部」に変更。同年度の全国社会人大会でリコーと同点ながら初優勝を果たし、また抽選により日本選手権出場も果たしたが、日本選手権では日比野弘が率いた早稲田大学に敗れた。
1976年、全国社会人大会決勝でトヨタ自工を破り、6年ぶり2回目の優勝を果たすと日本選手権でも大東和美が率いた早稲田大学を破り、初優勝を果たした。そして1978年から1984年まで主将の松尾雄治 を筆頭に洞口孝治、千田美智仁、森重隆、小林日出夫らの主力を擁して、全国社会人大会及び日本選手権にて当時最多の7連覇を達成した（当時中継したNHKには映像が一つも保存されていなかったが、2013年に土門正夫アナウンサーが84・85年分を、そして千田美智仁が79年から83年分を提供したため、日本選手権決勝は映像が全て揃うこととなった）。ちなみに1981年には釜石市でニュージーランドのクラブチームであるポンソンビーと国際試合が行われて、ポンソンビーが19対13で勝利した。
そして8連覇を狙った1985年は、全国社会人大会準決勝で神戸製鋼に敗れた。1986年は全国社会人大会決勝に進出したが、トヨタ自動車に敗れた。1987年は全国社会人大会予選で秋田市役所に敗れたため、全国社会人大会に出場できなかった。翌年の1988年より東日本社会人リーグに参加し、同年度には三洋電機に次ぐ2位の成績を収めた。
しかし1992年の全国社会人大会を最後に同大会への出場は途絶え、1993年から1999年まで7年連続で入れ替え戦に回るも、全て勝利して残留を果たしたが、2001年に新設された東日本社会人チャレンジリーグにて最終戦で三菱重工相模原に1点差で敗れたことで3位に終わり、東日本社会人リーグから関東社会人リーグ1部に降格した。加えて新日本製鐵のスポーツ事業運営の見直しを図る観点から2001年を最後に新日鉄釜石ラグビー部としては一旦幕を下ろした。
全国社会人大会には1961年度に初出場。以降、1992年度までの間に、近鉄、トヨタ自動車、三洋電機、神戸製鋼、リコーに次いで歴代6位タイとなる30回出場した。優勝9回（歴代2位タイ）、準優勝1回、通算86試合（歴代5位）、通算62勝（歴代4位）、7大会連続優勝（1978年度-1984年度、歴代1位タイ）という記録を残している。

### 釜石シーウェイブス時代
2001年、本拠地の釜石市に密着したクラブチームに生まれ変わり、チーム名称を「釜石シーウェイブスRFC」と改めて4月25日に再始動し、監督は前年まで新日鉄釜石ラグビー部の監督を務めた高橋善幸が就任した。なお同年の関東社会人リーグ1部は、5勝2敗でAグループ4位に終わった。なおシーズン終了後桜庭吉彦は一度現役を引退した。なお、新日本製鐵釜石製鐵所の国峰淳総務部長によると、人口規模が小さい釜石では、堺ブレイザーズと異なり株式会社化が困難であったため、地域密着型クラブチーム化という方式がとられたという。
2002年、ヘッドコーチに元日本代表の桜庭吉彦が就任し、ニュージーランド出身で外国人として初めて日本代表主将を務め引退後東芝府中のヘッドコーチを務めていたアンドリュー・マコーミックを選手として招聘。同年の関東社会人リーグ1部Bグループで7勝負けなし でトップイースト10に昇格した。なお2002年度で最後の大会となった全国社会人大会には代表決定戦でNECに敗れたため、出場することが出来なかった。
2003年、トップイースト10初年度ではリーグ戦3位に入り、イーストプレーオフにて三菱重工相模原を破ったことでトップリーグへの昇格を争うトップチャレンジ2 と日本選手権出場（前身の新日鉄釜石ラグビー部時代以来となる19年ぶり）を果たした。ちなみに日本選手権では3回戦で春口廣が率いる関東学院大学に敗れた。
2004年、マコーミックは再び現役を引退し、チームのテクニカルコーチに就任した。開幕から3連勝するが、その後1勝しか挙げることが出来ずに、5位に終わる。
2005年、ヘッドコーチである桜庭吉彦が現役復帰を果たしたが、チームの成績は8位に終わる。シーズン終了後桜庭吉彦は再び現役を引退した。
2006年、ヘッドコーチにチームのOBである池村章宏が就任してオールブラックスのピタ・アラティニが加入し、津嶋俊一がチームの主将に就任したが、5勝5敗の6位に終わる。
2007年、岩手県ラグビーフットボール協会と提携して「イーハトーブリーグ」を設立。釜石シーウェイブスはBチームが参加した。なお7人制日本代表の石川安彦らが加入し、篠原洋介がチームの主将に就任したが、順位は前年と同じ6位に終わった。
2008年、石川安彦らは退団したものの、元東芝の佐々木天晃や元三洋電機の馬渕勝らが加入し、ピタ・アラティニがチームの主将に就任した。なおチームは7勝を挙げて5年ぶりにリーグ戦を勝ち越したが、勝点の関係により3年連続の6位に終わる。
2009年、元ワールドの長田剛やスコット・ファーディーらが加入し、チームは開幕戦で勝利するがその後3連敗して5位で終わる。
2010年、元コカ・コーラのニールソン武蓮伝らが加入し、チームは開幕から6連勝を果たすが、その後連敗して4位で終える。
2011年、東北地方太平洋沖地震に際して、拠点を置く岩手県釜石市が壊滅的被害を受ける。一時チーム関係者全員の安否不明の状態が続いたが、後に選手とその家族全員の無事が確認された。チームとしての活動を一時休止。ボランティア活動などの復興支援に積極的に取り組んだ。5月3日に練習を再開。5月4日に「スクラム釜石」という復興・チーム再建支援組織を松尾雄治、石山次郎らが中心となって旗揚げした。また同年にはトップイーストリーグが2部制となり釜石シーウェイブスは1部に所属し、ヘッドコーチにはホッダー・ポールが就任し、佐伯悠がチームの主将に就任し、元日本代表の吉田尚史が加入する。チームは前年と同じく4位で終わった。
2012年、スコット・ファーディーや馬渕勝らは退団したものの、元日本代表の伊藤剛臣らが加入。チームはリーグ戦で最高位タイとなる3位で終える。また三浦健博が引退したことで新日鉄釜石ラグビー部時代からの在籍者がいなくなった。
2013年、元主将のピタ・アラティニや吉田尚史らは退団したものの、トンガ代表のジョシュア・アフや香港代表の調建造や7人制ニュージーランド代表のジェームス・カマナらが加入。チームは前年と同じくリーグ戦で最高位タイとなる3位で終える。
2014年、ヘッドコーチにチームのOBである三浦健博が就任し、須田康夫がチームの主将に就任して調建造やニールソン武蓮伝らは退団したものの、日本代表のヘイデン・ホップグッドやオーストラリア代表のサム・ノートンナイトらが加入。また同年4月にはホップグッドが日本代表に選出され、2001年にクラブチームになって以降、釜石の選手が初めて日本代表に選ばれた。トップイーストリーグでリーグ戦2位に入り、11年ぶりにジャパンラグビートップリーグへの昇格を争うトップチャレンジ2に出場し、大阪府警察、中国電力を相手に2勝0敗でグループ1位で終え、初めてトップチャレンジ1への出場を決めた。トップチャレンジ1では九州電力、Honda Heatに敗れたが、同じトップイーストリーグの宿敵三菱重工相模原に勝利する も1勝2敗で4位で終え、クボタとのトップリーグ入替戦に回ったが、敗れてトップリーグ昇格はならなかった。
2015年、ジョシュア・アフやホップグッドやノートンナイトらは退団したものの、日本代表の北川勇次や松原裕司が加入。チームは開幕から史上初となる8連勝を果たしたが、最終戦で三菱重工相模原に敗れてリーグ戦2年連続2位に入り、トップチャレンジ2への出場が決まった。トップチャレンジ2では中部電力に勝利したが、九州電力に敗れて1勝1敗でグループ2位で終わり、トップチャレンジ1への出場はならなかった。
2016年、セイララ・マプスアや千布亮輔らは退団したものの、韓国代表の許雄や7人制日本代表の中野裕太らが加入。7勝2敗で3位に入り、トップチャレンジへの進出はならなかったが、来シーズンから創設されるトップチャレンジリーグの参入マッチへの出場が決まった。なおトップチャレンジリーグ参入マッチでは大阪府警察、マツダブルーズーマーズに2連勝して1位となり、ジャパンラグビートップチャレンジリーグへの昇格が決定した。
2017年、ヘッドコーチに小村淳が就任し、松原裕司やジェームス・カマナらが退団したものの、韓国代表の權正赫らが加入。トップチャレンジリーグは1stステージでは2勝4敗1分で5位となり、2ndステージは下位リーグとなるBグループに入った。そしてBグループでは1勝2敗で3位に終わり、リーグ戦7位となり3地域チャレンジの2位チームとの入れ替え戦に回ったが、大阪府警察を破ってトップチャレンジリーグ残留を果たした。
2018年、監督にGM兼任で桜庭吉彦が就任し、チームの主将に小野航大が就任。ホラニ龍シオアペラトゥーやマオリ・オールブラックスのコディ・レイら総勢20名加入。一方で伊藤剛臣が引退して主将の須田康夫や許雄ら総勢19名が退団した。トップチャレンジリーグは1stステージ最終節でホーム釜石鵜住居復興スタジアムで昇格チームの栗田工業ウォーターガッシュに勝てば上位グループとなるAグループに入れる試合で12-40と完敗を喫し2勝5敗で2年連続5位となりBグループ入り、Bグループでは1勝2敗で3位に終わり、2年連続リーグ戦7位となり3地域チャレンジの2位との入れ替え戦に回ったが、中部電力ラグビー部を破ってトップチャレンジリーグ残留を果たした。
2019年、山田龍之介やヘルダス・ファンデンヴォルトらが加入。一方で北川勇次や田邉篤らは退団した。総当たり戦となったトップチャレンジリーグでは3勝3敗1分で4位に入る。なお同年11月16日、釜石鵜住居復興スタジアムで初めての公式戦が行われた。
2020年、マオリ・オールブラックスのサム・ヘンウッドやラグビーフィジー代表のトマシソンゲタらが加入。一方でホラニ龍シオアペラトゥーやユルゲン・ヴィサーらは退団した。

### リーグワン時代
2021年7月16日、新リーグジャパンラグビーリーグワンの2部リーグに振り分けされることになった。
2023年2月13日10時から、ブロックチェーン技術を利用したトークン（暗号資産、仮想通貨）の発行・販売を開始した。JAPAN RUGBY LEAGUE ONEの所属チームとして初の取り組み。トークンを購入すると、チーム展開施策の一部権利や、投票企画への参加権、特典抽選、限定企画への参加権などを得られるという。
2023年10月2日、チームのメインスポンサーである日本製鉄の名を入れ、チーム名を「釜石シーウェイブスRFC」から「日本製鉄釜石シーウェイブス」に変更したことを発表した。桜庭吉彦ゼネラルマネージャーは、「スポンサー企業とチームの双方で、地域貢献を実現することができる」と説明している。
2024年、釜石市球技場（松倉グラウンド）に隣接するクラブハウスの隣に、新たにクラブハウスを建設。同年10月までに開設予定。
2025年3月8日、釜石鵜住居復興スタジアムでのリーグワン2024-25DIVISION2第7節のレッドハリケーンズ大阪戦は、東日本大震災復興祈念試合として開催。2月26日から発生した大船渡市の山林火災への義援金も募る。 

## マスコット

### 非公式黙認マスコット
地元企業「中田薬局」 のキャラクター「なかぴー」「なかりん」が、「非公式黙認マスコットキャラクター」として活動しており、チーム公式サイトでも紹介している。釜石の伝統芸能「虎舞」のトラがモチーフとなっている。ブログやSNSでは、語尾に「がお」をつけるのが特徴。

### 公式マスコット
2021年11月14日、リーグワン参入を機に、公式マスコット「フライキー」が作られた。モチーフは三毛猫。「なかぴー」「なかりん」に憧れて、虎になりたいと思っている。あいさつは「がおにゃ!」。名前の由来は、大漁旗の通称「富来旗、福来旗（ふらいき）」。

## タイトル
全国大会
- 日本選手権　優勝：8回（1976, 1978, 1979, 1980, 1981, 1982, 1983, 1984）
- 全国社会人大会　優勝：9回（1970[注 6], 1976, 1978, 1979, 1980, 1981, 1982, 1983, 1984）
- 国体　優勝：9回（1965, 1967, 1968, 1971, 1972, 1973, 1977, 1979, 1982）

7人制大会
- YC&AC JAPAN SEVENS　優勝：1回（1979）

## 成績

### 富士鉄釜石／新日鉄釜石時代
- 全国社会人大会戦績

| 回 | 年度 | 地区   | 成績      | 試 | 勝 | 分 | 敗 | 得  | 失 | 差  | 最終試合           | 備考                                                                 |
| -- | ---- | ------ | --------- | -- | -- | -- | -- | --- | -- | --- | ------------------ | -------------------------------------------------------------------- |
| 14 | 1961 | 東北   | 1回戦敗退 | 1  | 0  | 0  | 1  | 6   | 19 | -13 | 6-19 大阪府警      | 富士鉄釜石のチーム名で出場                                           |
| 15 | 1962 | 東北   | 1回戦敗退 | 1  | 0  | 0  | 1  | 9   | 11 | -2  | 9-11 伊丹部隊      |                                                                      |
| 17 | 1964 | 東北   | ベスト8   | 2  | 1  | 0  | 1  | 33  | 17 | 16  | 9-17 近鉄          |                                                                      |
| 18 | 1965 | 東北   | ベスト8   | 2  | 1  | 1  | 0  | 56  | 8  | 48  | 8-8 京都市役所     | 準々決勝は引分（抽選で敗退）                                         |
| 19 | 1966 | 東北   | ベスト4   | 3  | 2  | 0  | 1  | 42  | 37 | 5   | 0-20 近鉄          |                                                                      |
| 20 | 1967 | 東北   | ベスト4   | 3  | 2  | 0  | 1  | 81  | 17 | 64  | 5-11 トヨタ自工    |                                                                      |
| 21 | 1968 | 東北   | ベスト4   | 3  | 2  | 0  | 1  | 67  | 33 | 34  | 8-19 トヨタ自工    |                                                                      |
| 22 | 1969 | 東北   | ベスト4   | 3  | 2  | 0  | 1  | 78  | 38 | 40  | 3-21 トヨタ自工    | 日本選手権に出場                                                     |
| 23 | 1970 | 東北   | 優勝      | 4  | 3  | 1  | 0  | 54  | 20 | 34  | 6-6 リコー         | 新日鉄釜石にチーム名変更 両チーム優勝 日本選手権に出場（抽選による） |
| 24 | 1971 | 東北   | ベスト8   | 2  | 1  | 0  | 1  | 38  | 40 | -2  | 20-28 三菱自工京都 |                                                                      |
| 25 | 1972 | 東北   | ベスト4   | 3  | 2  | 0  | 1  | 57  | 46 | 11  | 7-21 三菱自工京都  |                                                                      |
| 26 | 1973 | 東北   | ベスト4   | 3  | 2  | 0  | 1  | 128 | 35 | 93  | 13-31 近鉄         |                                                                      |
| 27 | 1974 | 東北   | ベスト4   | 3  | 2  | 1  | 0  | 117 | 17 | 100 | 14-14 近鉄         | 準決勝は引分（抽選で敗退）                                           |
| 28 | 1975 | 東北   | ベスト8   | 2  | 1  | 0  | 1  | 84  | 23 | 61  | 14-19 三菱自工京都 |                                                                      |
| 29 | 1976 | 東北   | 優勝      | 4  | 4  | 0  | 0  | 124 | 51 | 73  | 27-3 トヨタ自工    | 日本選手権に出場                                                     |
| 30 | 1977 | 東北   | ベスト4   | 3  | 2  | 0  | 1  | 70  | 42 | 28  | 14-16 トヨタ自工   |                                                                      |
| 31 | 1978 | 東北   | 優勝      | 4  | 4  | 0  | 0  | 154 | 24 | 130 | 15-3 三菱自工京都  | 日本選手権に出場                                                     |
| 32 | 1979 | 東北   | 優勝      | 4  | 4  | 0  | 0  | 113 | 23 | 90  | 27-13 東京三洋     | 日本選手権に出場                                                     |
| 33 | 1980 | 東北   | 優勝      | 4  | 4  | 0  | 0  | 158 | 34 | 124 | 31-15 東京三洋     | 日本選手権に出場                                                     |
| 34 | 1981 | 東北   | 優勝      | 4  | 4  | 0  | 0  | 91  | 16 | 75  | 19-0 トヨタ自工    | 日本選手権に出場                                                     |
| 35 | 1982 | 東北   | 優勝      | 4  | 4  | 0  | 0  | 98  | 23 | 75  | 16-0 トヨタ自動車  | 日本選手権に出場                                                     |
| 36 | 1983 | 東北   | 優勝      | 4  | 4  | 0  | 0  | 107 | 16 | 91  | 31-0 東芝府中      | 日本選手権に出場                                                     |
| 37 | 1984 | 東北   | 優勝      | 4  | 3  | 1  | 0  | 110 | 27 | 83  | 22-0 神戸製鋼      | 準決勝は引分（抽選で上位進出） 日本選手権に出場                      |
| 38 | 1985 | 東北   | ベスト4   | 3  | 2  | 0  | 1  | 67  | 32 | 35  | 9-13 神戸製鋼      |                                                                      |
| 39 | 1986 | 東北   | 準優勝    | 4  | 2  | 1  | 1  | 55  | 38 | 17  | 6-19 トヨタ自動車  | 準決勝は引分（抽選で上位進出）                                       |
| 41 | 1988 | 東日本 | ベスト8   | 2  | 1  | 0  | 1  | 44  | 64 | -20 | 19-43 トヨタ自動車 |                                                                      |
| 42 | 1989 | 東日本 | ベスト8   | 2  | 1  | 0  | 1  | 66  | 38 | 28  | 25-29 トヨタ自動車 |                                                                      |
| 43 | 1990 | 東日本 | 1回戦敗退 | 1  | 0  | 0  | 1  | 9   | 19 | -10 | 9-19 トヨタ自動車  |                                                                      |
| 44 | 1991 | 東日本 | ベスト8   | 2  | 1  | 0  | 1  | 28  | 58 | -30 | 7-46 三洋電機      |                                                                      |
| 45 | 1992 | 東日本 | ベスト8   | 2  | 1  | 0  | 1  | 40  | 58 | -18 | 16-44 東芝府中     | 東北優先条項による出場                                               |

- 日本選手権戦績
  - 1969年　準優勝 13-29 日本体育大学（秩父宮）
  - 1970年　準優勝 16-30 早稲田大学（秩父宮）
  - 1976年　優勝 27-12 早稲田大学（国立競技場）
  - 1978年　優勝 24-0 日本体育大学（国立競技場）
  - 1979年　優勝 32-6 明治大学（国立競技場）
  - 1980年　優勝 10-3 同志社大学（国立競技場）
  - 1981年　優勝 30-14 明治大学（国立競技場）
  - 1982年　優勝 21-8 同志社大学（国立競技場）
  - 1983年　優勝 35-10 同志社大学（国立競技場）
  - 1984年　優勝 31-17 同志社大学（国立競技場）
- リーグ戦戦績

| シーズン  | 所属リーグ         | 順位 | 勝敗      | 監督     | 主将             | 備考 |
| --------- | ------------------ | ---- | --------- | -------- | ---------------- | --- |
| 1988-1989 | 東日本社会人リーグ | 2位  | 5勝2敗    | 金子敦行 | 長山時盛         | 全国社会人大会に出場                                                                                                 |
| 1989-1990 | 東日本社会人リーグ | 3位  | 4勝2敗1分 | 金子敦行 | 長山時盛         | 全国社会人大会に出場                                                                                                 |
| 1990-1991 | 東日本社会人リーグ | 5位  | 3勝4敗    | 金子敦行 | 浦野健介         | 全国社会人大会に出場                                                                                                 |
| 1991-1992 | 東日本社会人リーグ | 4位  | 4勝3敗    | 金子敦行 | 浦野健介         | 全国社会人大会に出場                                                                                                 |
| 1992-1993 | 東日本社会人リーグ | 7位  | 1勝6敗    | 浦野健介 | 高橋善幸         | 全国社会人大会に出場                                                                                                 |
| 1993-1994 | 東日本社会人リーグ | 7位  | 1勝6敗    | 浦野健介 | 高橋善幸         | 入替戦 40-31 NTT東北（熊谷） 東日本社会人リーグ残留                                                                  |
| 1994-1995 | 東日本社会人リーグ | 7位  | 1勝6敗    | 小林一郎 | 桜庭吉彦         | 入替戦 15-13 秋田市役所（秩父宮） 東日本社会人リーグ残留                                                             |
| 1995-1996 | 東日本社会人リーグ | 8位  | 0勝7敗    | 小林一郎 | 桜庭吉彦         | 入替戦 23-19 秋田市役所（熊谷） 東日本社会人リーグ残留                                                               |
| 1996-1997 | 東日本社会人リーグ | 8位  | 0勝7敗    | 小林一郎 | 阿部佳知己       | 入替戦 66-21 秋田市役所（駒沢） 東日本社会人リーグ残留                                                               |
| 1997-1998 | 東日本社会人リーグ | 7位  | 1勝6敗    | 高橋善幸 | ダニー・カレオパ | 入替戦 34-13 セコム（江戸川） 東日本社会人リーグ残留 全国社会人大会代表決定戦 10-22 クボタ（東京ガス大森グラウンド） |
| 1998-1999 | 東日本社会人リーグ | 8位  | 0勝7敗    | 高橋善幸 | 眞野篤司         | 入替戦 15-9 明治生命（駒沢） 東日本社会人リーグ残留                                                                  |
| 1999-2000 | 東日本社会人リーグ | 7位  | 1勝6敗    | 高橋善幸 | 青山敦司         | 入替戦 30-12 日本IBM（江戸川） 東日本社会人リーグ残留                                                                |
| 2000-2001 | 東日本社会人リーグ | 8位  | 0勝7敗    | 高橋善幸 | 青山敦司         | 東日本社会人チャレンジリーグ 3位 関東社会人リーグ1部に降格                                                           |

### 釜石シーウェイブス時代
日本選手権
- 2003年　3回戦敗退 13-14 関東学院大学（秩父宮）

リーグ戦
| シーズン  | 所属リーグ                   | 順位 | 勝敗                                             | ヘッドコーチ     | 主将             | 備考 |
| --------- | ---------------------------- | ---- | ------------------------------------------------ | ---------------- | ---------------- | --- |
| 2001-2002 | 関東社会人リーグ1部グループA | 4位  | 5勝2敗                                           | 高橋善幸         | 池村章宏         | チャレンジリーグ出場決定戦 17-22 清水建設ブルーシャークス（NTT仙台総合運動場）                                                              |
| 2002-2003 | 関東社会人リーグ1部グループB | 1位  | 7勝0敗                                           | 桜庭吉彦         | 池村章宏         | トップイースト10に参入 全国社会人大会代表決定戦 26-78 NEC（秩父宮）                                                                         |
| 2003-2004 | トップイースト10             | 3位  | 6勝3敗                                           | 桜庭吉彦         | 池村章宏         | トップイーストプレーオフ 31-27 三菱重工相模原（秩父宮） トップチャレンジ2出場（3チーム中2位） 日本選手権出場                                |
| 2004-2005 | トップイースト10             | 5位  | 4勝4敗1分                                        | 桜庭吉彦         | 池村章宏         | |
| 2005-2006 | トップイースト10             | 8位  | 2勝6敗1分                                        | 桜庭吉彦         | 池村章宏         | |
| 2006-2007 | トップイースト11             | 6位  | 5勝5敗                                           | 池村章宏         | 津嶋俊一         | |
| 2007-2008 | トップイースト11             | 6位  | 4勝6敗                                           | 池村章宏         | 篠原洋介         | イーハトーブリーグが設立 |
| 2008-2009 | トップイースト11             | 6位  | 7勝3敗                                           | 池村章宏         | ピタ・アラティニ | |
| 2009-2010 | トップイーストリーグ         | 5位  | 6勝4敗1分                                        | 池村章宏         | ピタ・アラティニ | |
| 2010-2011 | トップイーストリーグ         | 4位  | 7勝4敗                                           | 池村章宏         | ピタ・アラティニ | |
| 2011-2012 | トップイーストリーグ1部      | 4位  | 6勝3敗                                           | ホッダー・ポール | 佐伯悠           | |
| 2012-2013 | トップイーストリーグ1部      | 3位  | 6勝3敗                                           | ホッダー・ポール | 佐伯悠           | |
| 2013-2014 | トップイーストリーグ1部      | 3位  | 7勝2敗                                           | ホッダー・ポール | 佐伯悠           | |
| 2014-2015 | トップイーストリーグ1部      | 2位  | 7勝2敗                                           | 三浦健博         | 須田康夫         | トップチャレンジ2出場（3チーム中1位） トップチャレンジ1出場（4チーム中4位） トップリーグ入替戦 5-34 クボタ（熊谷） トップイーストリーグ残留 |
| 2015-2016 | トップイーストリーグ1部      | 2位  | 8勝1敗                                           | 三浦健博         | 須田康夫         | トップチャレンジ2出場（3チーム中2位） |
| 2016-2017 | トップイーストリーグ1部      | 3位  | 7勝2敗                                           | 三浦健博         | 須田康夫         | トップチャレンジリーグ参入マッチ出場（3チーム中1位） トップチャレンジリーグに参入                                                           |
| 2017-2018 | トップチャレンジリーグ       | 7位  | 2勝4敗1分（1st） 1勝2敗（2nd）                   | 小村淳           | 須田康夫         | 入替戦 55-19 大阪府警（東京ガス） トップチャレンジリーグ残留                                                                                |
| 2018-2019 | トップチャレンジリーグ       | 7位  | 2勝5敗(1st） 1勝2敗(2nd)                         | 桜庭吉彦         | 小野航大         | 入替戦 41-7 中部電力ラグビー部（釜石復興） トップチャレンジリーグ残留                                                                       |
| 2019-2020 | トップチャレンジリーグ       | 4位  | 3勝3敗1分                                        | 桜庭吉彦         | 小野航大         | |
| 2020-2021 | トップチャレンジリーグ       | 5位  | 1勝2敗(Aグループ・3位) 順位決定戦(5位決定戦勝利) | 桜庭吉彦         | 小野航大         | |

### JAPAN RUGBY LEAGUE ONE
| シーズン | DIVISION  | 最終順位 | リーグ順位  | 試合数 | 勝点 | 勝 | 分 | 負 | 得点 | 失点 | 得失差 | 入替戦 プレーオフ                  | 備考                 |
| -------- | --------- | -------- | ----------- | ------ | ---- | -- | -- | -- | ---- | ---- | ------ | ---------------------------------- | -------------------- |
| 2022     | DIVISION2 | 5位      | 5位/6チーム | 10     | 7    | 1  | 0  | 9  | 161  | 449  | -288   | 順位決定戦5位                      | [ 34 ]               |
| 2022-23  | DIVISION2 | 4位      | 5位/6チーム | 10     | 9    | 2  | 0  | 8  | 245  | 485  | -240   | 順位決定戦4位 入替戦勝利・残留     | [ 35 ] [ 36 ]        |
| 2023-24  | DIVISION2 | 6位      | 6位/6チーム | 10     | 7    | 1  | 0  | 9  | 210  | 457  | -247   | 順位決定戦6位 入替戦勝利・残留     | [ 37 ] [ 38 ] [ 39 ] |
| 2024-25  | DIVISION2 | 8位      | 8位/8チーム | 14     | 11   | 2  | 0  | 12 | 326  | 506  | -180   | DIVISION 3 1位との入替戦勝利・残留 | [ 40 ] [ 41 ] [ 42 ] |

## 2024-25シーズンの順位
| \| \| JAPAN RUGBY LEAGUE ONE 2024-25 DIVISION 2 順位表（2025年5月31日時点）出典：[43] \| 編集 \|                                                                                        | | | | | | | | | | | | | | | | |
| リーグ戦 順位 | チーム | 試合数 | 勝ち点 | 勝 | 分 | 負 | 得点 | 失点 | 得失差 | T | G | PG | DG | 反則数 | 入替戦 | 最終結果 |
| 優勝 | 豊田自動織機シャトルズ愛知 | 14 | 52 | 11 | 0 | 3 | 482 | 266 | 216 | 71 | 56 | 5 | 0 | 173 | 第13節でDIVISION2優勝決定 DIVISION1 12位との入替戦                                                                                                  | 残留 |
| 2位 | 花園近鉄ライナーズ | 14 | 51 | 10 | 1 | 3 | 489 | 296 | 193 | 72 | 51 | 9 | 0 | 159 | 第14節で2位決定 DIVISION1 11位との入替戦 | 残留 |
| 3位 | NECグリーンロケッツ東葛 | 14 | 49 | 10 | 0 | 4 | 513 | 313 | 200 | 76 | 59 | 4 | 1 | 167 | ‐ | ‐ |
| 4位 | レッドハリケーンズ大阪 | 14 | 30 | 6 | 0 | 8 | 337 | 356 | -19 | 43 | 31 | 20 | 0 | 159 | ‐ | ‐ |
| 5位 | 日野レッドドルフィンズ | 14 | 26 | 5 | 1 | 8 | 348 | 507 | -159 | 50 | 34 | 10 | 0 | 184 | ‐ | ‐ |
| 6位 | 九州電力キューデンヴォルテクス | 14 | 21 | 5 | 1 | 8 | 327 | 436 | -109 | 40 | 29 | 22 | 1 | 157 | 第14節でD3入替戦を回避決定 | ‐ |
| 7位 | 清水建設江東ブルーシャークス | 14 | 24 | 5 | 1 | 8 | 345 | 487 | -142 | 44 | 34 | 19 | 0 | 157 | DIVISION3 2位との入替戦 | 残留 |
| 8位 | 日本製鉄釜石シーウェイブス | 14 | 11 | 2 | 0 | 12 | 326 | 506 | -180 | 44 | 35 | 12 | 0 | 148 | 第13節で最下位確定 DIVISION3 1位との入替戦 | 残留 |
| | | | | | | | | | | | | | | | | |
| - 勝ち点は、勝ち4点、引き分け2点、負け0点。 - ただし、7点差以内の負けは1点を付与、3トライ差以上での勝ちは追加で1点を付与。 - 同じ勝ち点である場合は下記の順番で順位を決定する。 1. 抽選 | - 勝ち点は、勝ち4点、引き分け2点、負け0点。 - ただし、7点差以内の負けは1点を付与、3トライ差以上での勝ちは追加で1点を付与。 - 同じ勝ち点である場合は下記の順番で順位を決定する。 1. 抽選 | - 勝ち点は、勝ち4点、引き分け2点、負け0点。 - ただし、7点差以内の負けは1点を付与、3トライ差以上での勝ちは追加で1点を付与。 - 同じ勝ち点である場合は下記の順番で順位を決定する。 1. 抽選 | - 勝ち点は、勝ち4点、引き分け2点、負け0点。 - ただし、7点差以内の負けは1点を付与、3トライ差以上での勝ちは追加で1点を付与。 - 同じ勝ち点である場合は下記の順番で順位を決定する。 1. 抽選 | - 勝ち点は、勝ち4点、引き分け2点、負け0点。 - ただし、7点差以内の負けは1点を付与、3トライ差以上での勝ちは追加で1点を付与。 - 同じ勝ち点である場合は下記の順番で順位を決定する。 1. 抽選 | - 勝ち点は、勝ち4点、引き分け2点、負け0点。 - ただし、7点差以内の負けは1点を付与、3トライ差以上での勝ちは追加で1点を付与。 - 同じ勝ち点である場合は下記の順番で順位を決定する。 1. 抽選 | - 勝ち点は、勝ち4点、引き分け2点、負け0点。 - ただし、7点差以内の負けは1点を付与、3トライ差以上での勝ちは追加で1点を付与。 - 同じ勝ち点である場合は下記の順番で順位を決定する。 1. 抽選 | - 勝ち点は、勝ち4点、引き分け2点、負け0点。 - ただし、7点差以内の負けは1点を付与、3トライ差以上での勝ちは追加で1点を付与。 - 同じ勝ち点である場合は下記の順番で順位を決定する。 1. 抽選 | - 勝ち点は、勝ち4点、引き分け2点、負け0点。 - ただし、7点差以内の負けは1点を付与、3トライ差以上での勝ちは追加で1点を付与。 - 同じ勝ち点である場合は下記の順番で順位を決定する。 1. 抽選 | - 勝ち点は、勝ち4点、引き分け2点、負け0点。 - ただし、7点差以内の負けは1点を付与、3トライ差以上での勝ちは追加で1点を付与。 - 同じ勝ち点である場合は下記の順番で順位を決定する。 1. 抽選 | - 勝ち点は、勝ち4点、引き分け2点、負け0点。 - ただし、7点差以内の負けは1点を付与、3トライ差以上での勝ちは追加で1点を付与。 - 同じ勝ち点である場合は下記の順番で順位を決定する。 1. 抽選 | - 勝ち点は、勝ち4点、引き分け2点、負け0点。 - ただし、7点差以内の負けは1点を付与、3トライ差以上での勝ちは追加で1点を付与。 - 同じ勝ち点である場合は下記の順番で順位を決定する。 1. 抽選 | - 勝ち点は、勝ち4点、引き分け2点、負け0点。 - ただし、7点差以内の負けは1点を付与、3トライ差以上での勝ちは追加で1点を付与。 - 同じ勝ち点である場合は下記の順番で順位を決定する。 1. 抽選 | - 勝ち点は、勝ち4点、引き分け2点、負け0点。 - ただし、7点差以内の負けは1点を付与、3トライ差以上での勝ちは追加で1点を付与。 - 同じ勝ち点である場合は下記の順番で順位を決定する。 1. 抽選 | - 勝ち点は、勝ち4点、引き分け2点、負け0点。 - ただし、7点差以内の負けは1点を付与、3トライ差以上での勝ちは追加で1点を付与。 - 同じ勝ち点である場合は下記の順番で順位を決定する。 1. 抽選 | - 1位はDIVISION1の12位と、 2位はDIVISION1の11位と、 それぞれ入替戦を行う。 - 7位はDIVISION3の2位と、 8位はDIVISION3の1位と、 それぞれ入替戦を行う。 | - 1位はDIVISION1の12位と、 2位はDIVISION1の11位と、 それぞれ入替戦を行う。 - 7位はDIVISION3の2位と、 8位はDIVISION3の1位と、 それぞれ入替戦を行う。 |
| | JAPAN RUGBY LEAGUE ONE 2024-25 DIVISION 2 順位表（2025年5月31日時点）出典： | 編集 | | | | | | | | | | | | | | |

## 2025-26シーズンのスコッド
開幕前、2025-26シーズンでの選手登録までは、「チームに所属している選手」の一覧に過ぎないことに留意。
カテゴリA（日本代表の実績または資格あり）は、試合登録枠17名以上、同時出場可能枠11名以上。カテゴリB（日本代表の資格獲得見込み）は、試合登録枠・同時出場可能枠ともに任意。カテゴリC（他国代表歴あり等、カテゴリ A, B以外）は、試合登録枠3名以下。
日本製鉄釜石シーウェイブスの2025-26シーズンのスコッドは下記のとおり。2025年8月1日現在。
ヘッドコーチ: トウタイ・ケフ
| 選手                         | ポジション     | 身長  | 体重  | 誕生日（年齢）         | 登録区分  |
| ---------------------------- | -------------- | ----- | ----- | ---------------------- | --------- |
| 上田聖                       | プロップ       | 181cm | 105kg | 1989年4月8日（36歳）   | カテゴリA |
| 野口大貴                     | プロップ       | 183cm | 115kg | 1999年4月20日（26歳）  | カテゴリA |
| 長田将大                     | プロップ       | 180cm | 115kg | 1998年6月1日（27歳）   | カテゴリA |
| 山田裕介                     | プロップ       | 175cm | 105kg | 1998年3月11日（27歳）  | カテゴリA |
| 青柳魁                       | フッカー       | 173cm | 106kg | 2001年3月14日（24歳）  | カテゴリA |
| 松山青                       | プロップ       | 182cm | 110kg | 2001年11月28日（23歳） | カテゴリA |
| 髙橋璃玖                     | プロップ       | 176cm | 119kg | 2001年4月7日（24歳）   | カテゴリA |
| 王野尚希                     | フッカー       | 176cm | 102kg | 1996年9月4日（28歳）   | カテゴリA |
| 伊藤大輝                     | フッカー       | 176cm | 106kg | 1994年5月17日（31歳）  | カテゴリA |
| 西林勇登                     | フッカー       | 175cm | 100kg | 2001年4月29日（24歳）  | カテゴリA |
| ルル・パエア                 | フッカー       | 171cm | 105kg | 2003年6月3日（22歳）   | カテゴリA |
| 畠澤諭                       | ロック         | 193cm | 114kg | 1998年5月27日（27歳）  | カテゴリA |
| タタナダラス                 | ロック         | 189cm | 107kg | 1991年8月27日（33歳）  | カテゴリA |
| 山田龍之介                   | ロック         | 188cm | 105kg | 1991年10月12日（33歳） | カテゴリA |
| 鈴木雄海                     | ロック         | 186cm | 100kg | 2001年11月6日（23歳）  | カテゴリA |
| コナー・セヴェ               | ロック         | 201cm | 116kg | 2002年4月9日（23歳）   | カテゴリB |
| ベンジャミン・ニーニー       | ロック         | 200cm | 117kg | 1993年5月12日（32歳）  | カテゴリC |
| アンガス・フレッチャー       | フランカー     | 185cm | 105kg | 2000年6月21日（25歳）  | カテゴリB |
| 石垣航平                     | フランカー     | 183cm | 110kg | 1993年6月25日（32歳）  | カテゴリA |
| 武者大輔                     | フランカー     | 177cm | 96kg  | 1990年5月18日（35歳）  | カテゴリA |
| 河野良太                     | フランカー     | 169cm | 88kg  | 1995年12月7日（29歳）  | カテゴリA |
| 高橋泰地                     | フランカー     | 179cm | 94kg  | 1999年12月4日（25歳）  | カテゴリA |
| サム・ヘンウッド             | ナンバー8      | 186cm | 107kg | 1991年3月28日（34歳）  | カテゴリB |
| 東海林拓実                   | スクラムハーフ | 162cm | 71kg  | 1999年6月14日（26歳）  | カテゴリA |
| 村上陽平                     | スクラムハーフ | 168cm | 73kg  | 1998年5月20日（27歳）  | カテゴリA |
| 南篤志                       | スクラムハーフ | 173cm | 85kg  | 1993年8月6日（31歳）   | カテゴリA |
| 岡新之助タフォキタウ         | スクラムハーフ | 173cm | 81kg  | 1994年6月11日（31歳）  | カテゴリA |
| ミッチェル・ハント           | スタンドオフ   | 172cm | 83kg  | 1995年6月19日（30歳）  | カテゴリB |
| 落和史                       | スタンドオフ   | 182cm | 93kg  | 2001年1月5日（24歳）   | カテゴリA |
| 高居海靖                     | スタンドオフ   | 182cm | 90kg  | 2001年7月6日（24歳）   | カテゴリA |
| 吉川遼                       | スタンドオフ   | 178cm | 86kg  | 1996年3月21日（29歳）  | カテゴリA |
| ダリエス・トマス             | センター       | 183cm | 83kg  | 2003年10月20日（21歳） | カテゴリA |
| 村田オスカロイド             | センター       | 173cm | 84kg  | 1994年1月2日（31歳）   | カテゴリA |
| 畠中豪士                     | センター       | 178cm | 90kg  | 1996年9月25日（28歳）  | カテゴリA |
| ヘルダス・ファンデルヴォルト | センター       | 184cm | 102kg | 1995年4月20日（30歳）  | カテゴリA |
| トンガモセセ                 | センター       | 173cm | 108kg | 1992年4月5日（33歳）   | カテゴリA |
| 齋藤弘毅                     | センター       | 174cm | 90kg  | 2002年9月21日（22歳）  | カテゴリA |
| パウラ・マヘ                 | センター       | 182cm | 105kg | 2000年8月6日（24歳）   | カテゴリC |
| 川上剛右                     | ウイング       | 173cm | 85kg  | 1994年4月28日（31歳）  | カテゴリA |
| 小野航大                     | ウイング       | 170cm | 82kg  | 1991年12月15日（33歳） | カテゴリA |
| 阿部竜二                     | ウイング       | 167cm | 80kg  | 1999年9月23日（25歳）  | カテゴリA |
| 千葉健                       | フルバック     | 171cm | 79kg  | 2002年8月30日（22歳）  | カテゴリA |
| 今大輝                       | フルバック     | 182cm | 82kg  | 2001年8月17日（23歳）  | カテゴリA |

## 過去の所属選手

### 富士鉄釜石／新日鉄釜石時代
※は釜石シーウェイブス時代にも選手として在籍した選手。太字は元日本代表選手。
- 青山敦司
- 阿部佳知己
- ※池村章宏
- 石山次郎
- 泉秀仁
- 市口順亮
- 伊藤正義
- 氏家靖男
- 金子敦行
- 川崎拓
- 菊地保
- ※京野和也
- 金野年明
- 小林一郎
- 小林日出夫
- 小藪修
- 坂下功正（現・釜石シーウェイブス総監督）
- ※桜庭吉彦（現・釜石シーウェイブスゼネラルマネジャー）
- 佐々木和寿
- 佐々木崇
- 佐藤勉
- 佐野正文
- 篠原洋介（現・釜石シーウェイブススタッフ）
- 柴田忠敏
- 瀬川清
- 高橋善幸（現・釜石シーウェイブスシニアアドバイザー）
- 高橋博行
- 多田信行
- ダニー・カレオパ
- 谷藤尚之
- 千田美智仁
- 永岡章
- 仲上太一
- 長山時盛
- 畠山剛
- 細川直文（佐野正文の弟）
- 洞口孝治
- 松尾雄治
- 松尾雄介（松尾雄治の弟）
- 眞野篤司
- ※三浦健博（現・釜石シーウェイブスアドバイザー）
- 三浦達夫（新日鉄釜石ラグビー部初代主将、三浦俊也の父）
- 三浦智拓
- 南村明美
- 宮田浩二
- 宮本政志
- 村口和夫
- 森重隆
- 和田透

### 釜石シーウェイブス時代
- 合澤英旦
- アンドリュー・マコーミック
- 石川安彦
- 石森大雄
- 伊藤剛臣
- 井上益基也
- 氏家柊太
- 牛窪心希
- 岡崎英二
- 奥田浩也
- 小野寺政人
- 小原義巧
- 片岡将
- 金子峻大
- 神田佑樹
- 関東申峻
- 菅野朋幸
- キキワカ・ウイルソニー
- 北川勇次
- 木村優太
- 金野新
- 權正赫
- クリス・アルコック
- ケイン・コテカ
- コーリー・トーマス
- コディ・レイ
- 斉藤芳
- 佐伯悠
- 佐久間隆
- 佐々木一徹
- 佐々木和樹
- 佐々木天晃
- 佐々木陽丞
- 佐藤雄太
- サム・ノートンナイト
- サム・ヘンウッド
- サム・マルコム
- ジェイク・レッツ
- ジェームス・カマナ
- ジャスティン・コベニー
- ジョシュア・アフ
- 四ノ宮マイケル
- 調建造
- スコット・ファーディー
- 須田康夫
- セイララ・マプスア
- ソロモナ・バー・トロケ
- タウファ・タフィアイバハ優
- 高野裕平
- 田嶋グン
- 田邉篤
- 田村義和
- 千布亮輔
- チャールズ・マシュー
- 鄭貴弘
- トマシソンゲタ
- 長田剛
- 中村彰
- ニールソン武蓮伝
- ニック・ユースト
- 沼田邦光
- パトリス・オリビエ
- 原田航路
- 樋澤泰二
- ピエイ・マフィレオ
- ピタ・アラティニ
- 藤原健太
- 藤原誠
- ブレット・キャメロン
- ヘイデン・ホップグッド
- 保坂豪
- 細川諭
- 細川進
- 許雄
- 星野将利
- ホラニ龍シオアペラトゥー
- マーク・リー
- マット・マフィ
- マヘ・トゥビ
- 松井康輔
- 松原裕司
- 馬渕勝
- 水本裕也
- 村井佑太朗
- 村田賢史
- モーガン・ミッチェル
- 森山裕樹
- 森雄祐
- 山本将太
- ユルゲン・ヴィサー
- 吉田祐太
- 吉田尚史
- 芳野寛
- ルイ・ラターヘーパエア
- ロコツイ・シュウペリ
- 寺脇駿
- 吉田竜二
- 隈本浩太
- 西井利宏
- 中野裕太
- 片岡領
- 菅原祐輝
- 佐々木絃
- 下山輝
- 石垣航平
- 佐々木裕次郎
- 福士周太

【2023-24シーズンまで↓】
- 束田涼太
- 杣澤誠
- 鈴木淳司
- 郷雄貴
- フリン・イェーツ
- セルジオ・モレイラ
- 高橋聡太郎
- 美﨑正次
- ジョシュア・スタンダー
- 吹越大清
- 及川智孔
- セタ・コロイタマナ

【2024-25シーズンまで↓】
- 高橋拓也
- ハミッシュ・ダルゼル
- ミューラー・ウェイス
- 古川浩太郎
- 中村良真
- 片岡将
- 船木海都
- ヘンリージェイミー
- キャメロン・ベイリー
- 稲田壮一郎

## スポンサー
以下は、公式サイトにて確認できるスポンサーの一覧である。
- 日本製鉄
- Xcoal
- SMC
- ノーブルグループ
- 昇和自動車
- チューリッヒ保険
- ALSOK岩手
- イオンタウン釜石
- 岩手銀行
- オカムラ
- 釜石鉱山
- 川原商会
- 小岩金網
- 後藤泌尿器科皮膚科医院
- 産業振興
- 中田薬局
- 日鉄エンジニアリング
- 日鉄興和不動産
- はまと神経内科クリニック
- 阪神低温
- フクダ・アンド・パートナーズ
- ボディプラスインターナショナル
- ローソン
- 日鉄物流
- 日鉄テックスエンジ

## メディア
テレビ・ラジオ
- ゴーゴー!!シーウェイブス（IBC岩手放送）
- アナザーストーリーズ 運命の分岐点「新日鉄釜石ラグビー7連覇 東北で起きた2つの奇跡」（2020年3月24日、NHK総合）

新聞
- がんばれ釜石シーウェイブス（岩手日報）

## 書籍
- 釜石ラグビー栄光の日々松尾雄治とくろがねのラガーたち 著者上岡伸雄 （中央公論新社）
- 釜石ラグビーの挑戦 著者 大友 信彦 （水曜社）
- 鉄人たちの雌伏―釜石ラグビーの新たな挑戦 著者永田 洋光 （阪急コミュニケーションズ ）
- 負げねっすよ、釜石鉄と魚とラグビーの街の復興ドキュメント 著者松瀬学 （公文社）